# Accademia Peloritana dei Pericolanti
L'Accademia Peloritana dei Pericolanti è un'accademia fondata a Messina l'8 agosto 1729.

## Storia

### La fondazione
Nel '700, a seguito della soppressione dell'Università degli Studi di Messina dopo la rivolta antispagnola, l'attività culturale cittadina trovava sbocchi in iniziative private nei palazzi dei religiosi e nobili locali: nel 1702 fu fondata l'Accademia di teologia morale, nel 1725 l'Accademia degli Accorti, nel 1761 l'Accademia dei Riparatori, tutte con vita breve. Un gruppo di studiosi più nutrito era formato dai Periclitantes, un gruppo di nobili cittadini interessati "a riunire i buoni ingegni di Messina nel…fine di cooperare all’incremento degli studii non solo letterarii…ma anche scientifici", che si riunivano due volte al mese per discutere di letteratura, filosofia, storia, teologia, matematica, geografia, giurisprudenza e altre materie. Nell'aprile del 1727, lo studioso messinese Paolo Aglioti scrisse a Ludovico Antonio Muratori perché i Periclitantes venissero aggregati all’Accademia dei Dissonanti di Modena; dopo vari scambi intercorsi tra i due, il 6 febbraio del 1728, Muratori scrisse ad Aglioti "che si sarebbe fatta in breve l’aggregazione di codesta Accademia alla nostra" ed effettivamente il decreto di aggregazione fu predisposto nel giro di un mese. L'anno successivo, con l'obiettivo di ottenere dei fondi di sussistenza e un permesso di riunione in luoghi pubblici, il gruppo decise di fondare la Periclitantes Peloritana Regia Academia e il governo locale approvò con un atto datato 8 agosto del 1729. Il 22 ottobre dello stesso anno l'accademia si riunì per la prima volta ufficialmente nel palazzo reale ed il 25 novembre il viceré Conte di Sástago diede il permesso di riunione presso lo stesso palazzo anche per future adunate, ma successivamente la sede dell'accademia fu spostata presso il palazzo della loggia dei mercanti.

### Le battute di arresto della seconda metà del '700
L'epidemia di peste del 1743 colpì duramente l'accademia, che perse 63 membri, tra cui il fondatore, e costrinse alla sospensione delle attività per 3 anni. Nel ventennio successivo, anche grazie all'opera del nuovo pro segretario Andrea Gallo, l'accademia tornò al prestigio: il 6 dicembre del 1766 ricevette una richiesta di aggregazione da parte dei Calatini di Caltagirone, nel 1767 il senato cittadino decise di destinare all'accademia un importo annuo di 40 onze per adempiere i propri fini culturali. Il terremoto del 1783 impose una nuova battuta d'arresto all'accademia, che si riprese lentamente e riuscì ad ottenere quasi 10 anni dopo, il 25 febbraio 1792, dal re Ferdinando III di Sicilia, una rendita annua a carico del Tesoro dello Stato, grazie alla quale avviò la pubblicazione di un Giornale di Letteratura, scienza ed arti e bandì concorsi tra gli accademici.

### Il rapporto con l'Università degli Studi di Messina
Nel 1838 venne rifondata l'Università degli Studi di Messina e nacque un forte legame tra l'ateneo e l'accademia, unica sopravvissuta in città. Nel 1846, infatti l'accademia abbandonò la propria sede nel Palazzo Municipale per trasferirsi in un fabbricato attiguo all'università e, nel 1884, si spostò nuovamente in un altro locale donato dalla Regia Università. Dalla seconda metà dell''800 la quasi totalità dei membri dell'accademia sono anche docenti dell'ateneo messinese.

### XX secolo
Il terremoto del 1908, che distrusse quasi interamente la città, provocò la morte di 88 dei 130 soci dell'accademia, che perse anche la sede e gran parte della propria biblioteca. Le successive guerre mondiali e la crisi economica della prima metà del secolo misero a dura prova le attività dell'accademia, che rallentò la frequenza degli incontri e delle pubblicazioni e chiese un sostegno finanziario alle autorità cittadine. Nel 1927, con la costruzione del nuovo edificio dell'università, fu assegnata all'accademia una sala al piano terra del corpo centrale (detto il rettorato). Nel 1928 l'accademia adottò un nuovo statuto, che definiva come unico scopo dell'accademia "l’incremento delle scienze e delle lettere e delle arti", ma pochi anni dopo, nel 1934, a causa del R.D.L. del 21 settembre 1933, n. 1333 (convertito in legge il 12 gennaio 1934, n. 90), fu necessario adottare un nuovo statuto che previde come requisito indispensabile per la nomina dei nuovi soci l’iscrizione al Partito Nazionale Fascista e la nomina delle cariche sociali divenne di competenza del Ministro dell’Educazione Nazionale o presidenziale. Con la costituzione dell'AMGOT nel 1943, 36 membri dell'accademia furono dichiarati decaduti in quanto ritenuti collusi con il fascismo e fu redatto un nuovo statuto, che escluse le imposizioni fasciste del decennio precedente.
Nell'Italia repubblicana del dopo guerra, l'accademia fu inspiegabilmente estromessa dai finanziamenti statali erogati in virtù del Decreto Legislativo n. 472 del 27 marzo 1948 e ricevette dal Ministero della Pubblica Istruzione un contributo annuo di soli due milioni di lire; per decenni si cercò di spronare il governo nazionale a rimediare a tale errore e la faccenda si risolse solo nel 1981, quando l'accademia fu finalmente inserita nell'elenco degli "Enti di alta cultura" della Sicilia: tale nomina le permise di ricevere un contributo di quindici milioni di lire dalla Regione Siciliana, oltre ai trenta milioni di lire deliberati per quell'anno dal Consiglio di Amministrazione dell’ateneo messinese e cinque milioni di lire ricevuti dal Ministero della Pubblica Istruzione. Un ulteriore aumento dei finanziamenti pubblici arrivò nel 1984, quando il Ministero per i Beni Culturali inserì l’accademia tra le istituzioni culturali ammesse, per il triennio 1984-86, a ricevere un contributo ordinario annuo pari a quaranta milioni di lire. A metà degli anni novanta, il generale taglio della spesa pubblica per la ricerca colpì anche l'accademia, che limitò il numero dei suoi eventi.

### XXI secolo
Dopo il primo decennio del terzo millennio, l'accademia subì la più lunga battuta d'arresto dal dopoguerra: tra il luglio del 2010 e l'aprile del 2016 fu attuata una ristrutturazione dell'accademia, che comportò una limitazione delle attività e pubblicazioni fino all'approvazione dei nuovi stato e regolamento.

## Organizzazione dell'accademia
Nel primo statuto dell'accademia si prevedeva l’elezione annuale di un Principe e due Promotori, più quella di un segretario in carica a vita, nonché la convocazione di due incontri al mese più quattro straordinarie nelle seguenti occorrenze: "nella solennità della Sacra Lettera, negli Anniversari delle Nascite degli Augustissimi Nostri Monarchi e in un giorno della Settimana di Passione per la morte del Redentore". Nel 1793, una revisione statutaria divise i soci in ordinari, supernumerarii e onorari, organizzando le attività in tre classi e autorizzando la pubblicazione di testi a spese dell’accademia col nome di Atti della Reale Accademia Peloritana.
Con la revisione statutaria 1827 l'accademia organizzò le sue attività in quattro classi e previde l'elezione di un presidente, un vicepresidente e un segretario generale, più un direttore, un vicedirettore e un segretario per ogni classe.
La revisione del 1889 impose l'obbligo di residenza a Messina dei soci ordinari, previde la nomina di un bibliotecario e di un economo (in sostituzione del cassiere, previsto nei precedenti statuti) e definì meglio le quattro classi, vigenti ancora oggi:
1. Scienze fisiche, matematiche e naturali
2. Scienze medico-biologiche
3. Scienze giuridiche, economiche e politiche
4. Lettere, filosofia e belle arti

Nel 1966 fu deciso di non porre limiti al numero dei soci dell'accademia, mentre nel 1993 fu sancito che il presidente dell’accademia fosse di diritto il rettore dell’Università di Messina, una prassi già in uso molti decenni.

## Motto e stemma
L'accademia adotta come motto la frase latina inter utramque viam periclitantes (in italiano in pericolo tra due vie) e come stemma un'imbarcazione in navigazione nelle acque agitate dello Stretto di Messina, rese ancor più infide dai mostri Scilla e Cariddi: entrambi rappresentano un'analogia tra le difficoltà che si trova ad affrontare chi naviga nello Stretto e quelle che incontra lo studioso alla ricerca della Verità.

## Pericolanti illustri
- Angelo Falzea
- Antonino Puliatti
- Antonio Catara Lettieri
- Domenico Benedetto Balsamo
- Francesco Faranda
- Francesco Perroni Paladini
- Francesco Todaro
- Franco Pierandrei
- Gaetano Martino
- Gaetano Salvemini
- Gaetano Vinci
- Giacomo Macrì
- Giorgio Errera
- Giovanni Carini
- Girolamo Cotroneo
- Giuseppe Catalfamo
- Giuseppe La Farina
- Giuseppe Natoli
- Giuseppe Sergi
- Luigi Carmona
- Luigi Pellegrino
- Pietro Navarra
- Salvatore Buscemi
- Salvatore Pugliatti
- Silvestro La Farina
- Tommaso Cannizzaro
- Vincenzo Fera